# The London Prodigal
The London Prodigal é uma comédia do teatro renascentista inglês, ambientada em Londres, na qual um filho pródigo aprende o erro de seus caminhos. A peça foi publicada em 1605 por Nathaniel Butter, e impressa por Thomas Cotes.
A peça é atribuída a William Shakespeare na primeira página da primeira edição; mas esta atribuição é, em geral, amplamente rejeitada por estudiosos. A página de título identifica também a obra pertencendo ao The King's Men. 	
The London Prodigal tem sido datada entre os anos 1591 e 1603. Não é só um texto que diz respeito à Bíblia, mas é também um exemplo de evolução do gênero isabelino em relação à ficção, e "um dos primeiros dramas naturalistas inglês" .  	
Entre outros nomes que são atribuídos à peça estão o de Ben Jonson, Thomas Dekker, John Marston e Michael Drayton  ; outros estudiosos sugerem Thomas Heywood e Jorge Wilkins. Nenhuma destas atribuições, no entanto, têm sido aceita por uma proporção significativa das comunidades de estudiosos.